# Echte Krokodile

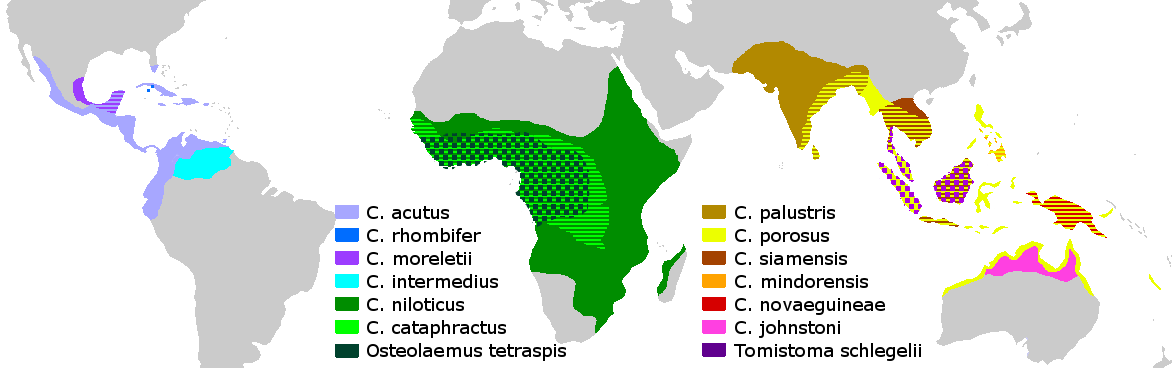
Verbreitungsgebiet der Echten Krokodile

Die Echten Krokodile (Crocodylidae) sind eine Familie der Krokodile (Crocodylia). Je nachdem, welche Arten anerkannt werden, hat die Familie 15 bis 19 Arten; damit stellt sie vor den Alligatoren (Alligatoridae) und den Gavialen (Gavialidae) die artenreichste Krokodilfamilie dar. Ihre Vertreter leben in den tropischen Regionen Afrikas, Asiens und Ozeaniens sowie Amerikas.

## Merkmale
Von den Alligatoren und besonders vom Gangesgavial, dem einzigen rezenten Vertreter der Gaviale, unterscheiden sich die Echten Krokodile vor allem durch Merkmale des Schädels. Bei ihnen (wie auch bei den Alligatoren) stoßen die Nasenbeine mit den Prämaxillaren zusammen. Die Schnauze ist meist breit und nicht für besondere Fangmethoden spezialisiert. Die unteren Zähne greifen alle in Gruben des Oberkiefers, anders als bei den Alligatoren greift jedoch der vierte Zahn in eine Lücke und ist von außen auch bei geschlossenem Maul sichtbar. Die Bauchschuppen besitzen besondere Sinnesgruben.

## Innere Systematik
In dieses Taxon gehören folgende rezente Arten:
- Echte Krokodile (Crocodylidae)
  - Unterfamilie: Crocodylinae
    - Gattung: Crocodylus
      - Salzwasserkrokodil oder Leistenkrokodil (Crocodylus porosus)
      - Nilkrokodil (Crocodylus niloticus)
      - Kuba- oder Rautenkrokodil (Crocodylus rhombifer)
      - Spitzkrokodil (Crocodylus acutus)
      - Südliches Neuguineakrokodil (Crocodylus halli)[1]
      - Orinoko-Krokodil (Crocodylus intermedius)
      - Sumpfkrokodil (Crocodylus palustris)
      - Siam-Krokodil (Crocodylus siamensis)
      - Philippinen-Krokodil (Crocodylus mindorensis)
      - Beulenkrokodil (Crocodylus moreletii)
      - Nördliches Neuguinea-Krokodil (Crocodylus novaeguineae)
      - Australien-Krokodil (Crocodylus johnsoni)
      - Westafrikanisches Krokodil (Crocodylus suchus)

    - Gattung: Mecistops (zwei Arten)[2]
      - Westafrikanisches Panzerkrokodil (Mecistops cataphractus)
      - Zentralafrikanisches Panzerkrokodil (Mecistops leptorhynchus)

    - Gattung: Osteolaemus (zwei bis drei Arten)[3]
      - Stumpfkrokodil (Osteolaemus tetraspis)
      - Osborns Stumpfkrokodil (Osteolaemus osborni)[4]

  -  ? Unterfamilie: Tomistominae
    - Gattung: Tomistoma
      - Sunda-Gavial oder Falscher Gavial (Tomistoma schlegelii)

Aktuell sind aufgrund von durchgeführten Genanalysen Zweifel aufgekommen, ob der Sunda-Gavial (Tomistoma schlegelii) und die fossilen Mitglieder der Tomistominae nicht doch näher mit den Gavialen verwandt sind. Die Tomistominae wären demnach Mitglieder der Gavialidae und innerhalb dieser Familie die Schwestergruppe der Gavialinae, zu denen der Gangesgavial (Gavialis gangeticus) gehört.
Folgende fossile Arten gehören zu den Crocodylidae:
- Unterfamilie: † Mekosuchinae (Gattungen und Arten sind dort aufgeführt)
- Unterfamilie: Crocodylinae
  - Gattung: † (noch unbenannt)
    - † „Crocodylus“ megarhinus (Gehört nicht in die Gattung Crocodylus)

  - Gattung: † Rimasuchus
    - † Rimasuchus lloydi

  - Gattung: † Voay
    - † Voay robustus

  - Gattung: † Brochuchus
    - † Brochuchus pigotti

  - Gattung: † (noch unbenannt)
    - † „Crocodylus“ gariepensis (Gehört nicht in die Gattung Crocodylus)

  - Gattung: † Euthecodon
    - † Euthecodon arambourgii
    - † Euthecodon brumpti
    - † Euthecodon nitriae

  - Gattung: Crocodylus
    - † Crocodylus anthropophagus
    - † Crocodylus checchiai
    - † Crocodylus falconensis
    - † Crocodylus palaeindicus
    - † Crocodylus thorbjarnarsoni

Ebenfalls umstritten ist die genaue Stellung der Mekosuchinae. Nach Brochu (1997) gehören sie in die Crocodylidae und nach Brochu (2000) waren sie dann als Klade ohne Rang ein Teil der Crocodylinae. Nach Molnar, Worthy & Willis (2002) stehen sie ganz außerhalb der Crocodylidae und gehören somit zu dem übergeordneten Taxon Crocodyloidea. Einigkeit besteht nur darüber, dass sie mit den Krokodilen (Crocodylidae) näher verwandt sind als mit den Alligatoren und Kaimanen (Alligatoridae).